# Penstemon deamii
Espèce
Penstemon deamii  est une espèce de plantes de la famille des Plantaginacées, originaire d'Amérique du Nord. Elle est connue sous le nom de  Deam’s Beardtongue en anglais.

## Description
Cette espèce est pérenne, native de l’Indiana et peut atteindre 90cm de hauteur. Les fleurs sont généralement de couleur blanche ou violette. Cette espèce est nommée d’après le botaniste Charlie Deam.